# Coronae di Miranda
Segue una lista delle coronae presenti sulla superficie di Miranda. La nomenclatura di Miranda è regolata dall'Unione Astronomica Internazionale; la lista contiene solo formazioni esogeologiche ufficialmente riconosciute da tale istituzione.
Le coronae di Miranda portano i nomi di personaggi e luoghi delle opere di William Shakespeare.

## Caratteristiche
Le coronae di Miranda sono piuttosto estese in relazione alla dimensione del satellite. Si ritiene che possano essere formate da diapiri freddi, dove si ha la risalita di ghiaccio relativamente più caldo dell'ambiente circostante.

## Prospetto
| Coronae          | Eponimo                                                  | Latitudine | Longitudine | Diametro |
| ---------------- | -------------------------------------------------------- | ---------- | ----------- | -------- |
| Arden Corona     | Arden - Foresta, luogo d'ambientazione di Come vi piace. | 29,1° S    | 73,7° E     | 318 km   |
| Elsinore Corona  | Helsingør - Città del castello di Amleto.                | 24,8° S    | 257,1° E    | 323 km   |
| Inverness Corona | Inverness - Città del castello di Macbeth.               | 66,9° S    | 325,7° E    | 234 km   |